# Chisosa calapa
Espèce
Chisosa calapa est une espèce d'araignées aranéomorphes de la famille des Pholcidae.

## Distribution
Cette espèce est endémique du Puebla au Mexique,. Elle se rencontre vers Tehuacán.

## Description
Le mâle paratype mesure 1,85 mm.

## Systématique et taxinomie
Cette espèce a été décrite par Huber, Meng et Valdez-Mondragón en 2024.

## Étymologie
Son nom d'espèce lui a été donné en référence au lieu de sa découverte, le pont Calapa.

## Publication originale
- Huber, Meng & Valdez-Mondragón, 2024 : « Notes on Chisosa (Araneae, Pholcidae), with the description of a new species from Mexico. » Zootaxa, no 5419(2), p. 217-244.